# Karin Björkegren Jones
Karin Björkegren Jones, född 8 augusti 1964 är en svensk journalist, författare och yogalärare. 
Karin Björkegren Jones har studerat journalistik och film samt språk, filmvetenskap och kulturvetenskaper på Stockholms universitet. Under åren 1989 till 2003 arbetade hon som researcher, reporter, programledare och programutvecklare på produktionsbolag och direkt åt bland annat SVT, ZTV och TV4. Sedan 1990 har hon dessutom varit frilansjournalist för ett flertal hälso- och livsstilstidningar, bland annat Amelia. 
Från år 2001 har hennes arbete främst varit inriktat på yoga. Hon ger workshops kring yoga och bäckenbottenträning i både Sverige och utomlands. Hon har producerat ett flertal yogainstruktionsfilmer och har skrivit ett flertal böcker om yoga och hälsa. Hon har utvecklat ett kvinnligt perspektiv på yoga som ett verktyg för allmänt kroppsligt välbefinnande och positiv kroppsuppfattning. Björkegren Jones har betonat att tre positiva effekter av yoga: smidigare kropp, utvecklad andningsteknik och förmågan ”att vara här och nu” ger positiva effekter på liv och förmågan till njutning och livsglädje.
I januari 2014 fick hon tidningens Hälsas guldäpple 2013, hedersomnämnande i kategorin Hälsoinspiratör med motiveringen: I sitt skrivande sätter hon ord på det svåra, som många med cancer går igenom och visar på olika aktiva sätt på hur man tar sig vidare.